# Власова, Людмила Иосифовна
Людми́ла Ио́сифовна Вла́сова (Ма́ркова) (род. 2 марта 1942 года, Москва, СССР) — советская артистка балета, солистка Большого театра (1961—1982 годов), актриса.
Бывшая супруга советского и американского артиста балета, киноактёра Александра Годунова, была с ним в официальном браке в период 1971—1982 гг.
В настоящее время[когда?] Людмила Иосифовна Власова — хореограф танцев на льду.

## Биография
Людмила Власова родилась 2 марта 1942 года в Москве. Её приняли в труппу Большого театра сразу после окончания Московского хореографического училища.
Людмила Власова уже была солисткой Большого театра,  когда в 1971 году в труппу из «Молодого балета» Игоря Моисеева перешёл Александр Годунов. Они познакомилась на просмотре телебалетов «Озорные частушки» и «Трапеция», в которых снималась артисты Большого театра, в том числе и Власова. Вскоре они стали встречаться, и Людмила ушла к нему от мужа. Власова и Годунов считались одной из самых красивых супружеских пар Большого театра 1970-х годов. В 1978 году артисты снялись вместе в музыкальном фильме «31 июня».
В 1979 году вместе с театром они гастролировали в США. Последний гастрольный спектакль, «Ромео и Джульетта», состоялся 19 августа в Нью-Йорке на сцене Метрополитен-оперы, после его окончания супруги вернулись в гостиницу «Мэйфлауэр». На следующий день в газете New York Post появилась фотография Годунова с текстом под ней: «После Барышникова, Нуреева и Макаровой ещё одна звезда советского балета осталась на Западе». Спустя несколько дней Годунов обратился к американским властям с просьбой о предоставлении политического убежища.
После возвращения в Москву Людмила Власова продолжила танцевать в Большом театре. Через два года супругов официально развели через посольство Союза ССР.
После завершения балетной карьеры Людмилу Власову позвали в художественную гимнастику. Этот вид спорта близок к балету, что особенно чувствовалось в начале 80-х годов. Даже обувь художественных гимнасток — получешки — похожи на пуанты. Власова увлеклась новой работой, много занималась со спортсменками, делала постановки. Через 8 лет балерине позвонила знаменитый тренер Наталья Линичук и пригласила работать со своими танцевальными парами. На первой же тренировке Людмилу покорила будущая чемпионка мира Анжелика Крылова. В первый день она провела фигуристам балетный класс в зале, потом вышла на лед. Увидев Анжелику Крылову — она катала «Кармен» — балерина поняла, что в этом виде спорта за 4 минуты можно создать целый спектакль. В тот же день она дала согласие работать в группе Линичук. Так Власова стала хореографом в танцах на льду. В этом качестве она работала с такими фигуристами, как:
- Ирина Лобачёва / Илья Авербух,
- Анна Семенович / Владимир Фёдоров,
- Барбара Фузар-Поли / Маурицио Маргальо,
- Федерика Файелла / Массимо Скали,
- Елена Ильиных / Никита Кацалапов,
- Анна Каппеллини / Лука Ланотте.

## Семья
Первый муж — Станислав Константинович Власов (1933—2017), артист балета, балетмейстер
Второй (по 1982 год) — Александр Борисович Годунов (1949—1995), советский и американский артист балета и киноактёр. Заслуженный артист РСФСР (1976 год).
Третий (с 1982 года) — Юрий Михайлович Статник (род. 1947), певец, солист (с 1976) Большого театра, заслуженный артист Молдавской ССР (1976 год)
Детей нет.

## Интервью и статьи
- Ирина Зайчик. Людмила Власова: «ЗНАЧИТ, И ТЫ УСНУЛ». ogoniok.com. Дата обращения: 29 марта 2011. Архивировано из оригинала 27 мая 2014 года.
- Ирина Зайчик. Рассказывает Людмила Власова. bolshoiballet.ru (апрель 2001). Дата обращения: 29 марта 2011. Архивировано из оригинала 25 февраля 2009 года.

## Фильмография
- фильм-опера «Каменный гость» (1967)
- фильм-балет «Трапеция» (1970)
- «Озорные частушки»
- «31 июня» (1978)
- фильм-балет «Кармен-сюита» (1978)
- Документальный фильм «Александр Годунов. Побег в никуда» (2005)

## Награды
- Орден «Знак Почёта» (25 мая 1976 года) — за заслуги в развитии советского музыкального и хореографического искусства и в связи с 200-летием Государственного академического Большого театра СССР[6].